# The voice of Holland (seizoen 4)
Het vierde seizoen van The voice of Holland, een Nederlandse talentenjacht, werd van 30 augustus 2013 tot en met 20 december 2013 uitgezonden door RTL 4. De presentatie lag ook dit seizoen weer in handen van Martijn Krabbé en Wendy van Dijk. Wel heeft er bij de coaches een wisseling plaatsgevonden. Naast Marco Borsato en Trijntje Oosterhuis waren het dit seizoen Ali B en Ilse DeLange, die de stoel van Roel van Velzen en Nick & Simon hebben overgenomen. Winston Gerschtanowitz was net als de drie voorgaande seizoen als de backstage presentator aanwezig. Gerschtanowitz nam ook filmpjes op om kandidaten te vertellen dat ze door waren naar de blind auditions.
Nieuw in dit seizoen was dat de kijkers Blind-Blind-auditions konden bekijken. Dat betekende dat enkele kandidaten, zonder zich voor te stellen, een blinde auditie gingen doen. Zo beleefde de kijker hoe het is om als een coach te zijn. Pas na de auditie stelde de kandidaat zich voor. Dit procedé is ook toegepast bij The Voice Kids
Daarnaast werden in dit seizoen 'steals' mogelijk. Hierbij werd het mogelijk voor coaches om kandidaten in hun team op te nemen die afvielen tijdens de battles in een andere groep.
Julia van der Toorn werd de uiteindelijke winnaar. Er zijn 7 Blind Auditions, 4 Battles en 5 live shows en de finale. 